# Albertina
 Denne artikel omhandler kunstmuseet Albertina. Opslagsordet har også en anden betydning, se Albertina (legat).
Albertina er en statslig samling af grafik og tegnekunst i Wien. Samlingen er en af verdens største. Grundbestanden er Albert von Sachsen-Teschens (1738-1822) samling, og Albertina har stadig til huse i dennes palæ. Efter 1918 er samlingen blevet suppleret med hofbibliotekets samlinger. Bestanden på omkring en million blade har sit tyngdepunkt i europæisk tegnekunst og grafik fra 1400-tallet frem til i dag med vægt på tyske renæssancekunstnere, især Albrecht Dürer.